# Old Town (Oregon)
Old Town az Amerikai Egyesült Államok északnyugati részén, Oregon állam Douglas megyéjében elhelyezkedő önkormányzat nélküli település.